# Coenobius lankanus
Coenobius lankanus es un coleóptero de la familia Chrysomelidae.
Fue descrita científicamente en 1989 por Medvedev.